# Yukinko
El Yukinko és un esperit japonès (també anomenat xiquet de les neus) que té la forma d'un xiquet perdut en una tempesta de neu. Porta un yuki mino, una indumentària tradicional feta de palla per a cobrir-se de la neu. Sol atribuir-se-li ser fill de la Yuki-onna, a la qual sol ajudar a fer que els viatgers es perden en la neu. Les històries populars sobre Yukinko provenen de la prefectura de Wakayama.